# Улымсос
Улымсос — упразднённый в 2013 году посёлок в Свердловской области России, относившийся к городу областного подчинения Ивделю. На муниципальном уровне входил в состав Ивдельского городского округа.

## Географическое положение
Посёлок Улымсос располагался в 50 километрах к востоко-северо-востоку от города Ивделя, в таёжной местности. В посёлке расположена станция Улым-Сос направления Ивдель — Приобье. В одном километре к северу от посёлка проходит газопровод Уренгой — Центр.

## История
Топоним улымсос с мансийского означает сонный, спокойный ручей.
В посёлке Улымсос жили семьи старообрядцев.
Областным законом № 107-ОЗ от 29 октября 2013 года посёлок был упразднён. Закон вступил в силу через 10 дней после официального опубликования.

## Население
| 2002 | 2010 |
| ---- | ---- |
| 2    | ↘0   |